# كاتسوهيرو سوزوكي (ممثل)
كاتسوهيرو سوزوكي (بالكانا:すずき かつひろ) هو ممثل ياباني، ولد في 29 ديسمبر 1992 بكاناغاوا في اليابان.

## وصلات خارجية
- كاتسوهيرو سوزوكي على موقع IMDb (الإنجليزية)
- كاتسوهيرو سوزوكي على موقع قاعدة بيانات الفيلم (الإنجليزية)